# Energieparks in Schipkau
Die Energieparks in Schipkau sind mehrere Wind- und Solarparks auf der Fläche der ehemaligen Braunkohle-Tagebaue Klettwitz und Klettwitz-Nord im Lausitzer Braunkohlerevier, die zum größten Teil auf dem Gebiet der Gemeinde Schipkau in Brandenburg errichtet worden sind. Die Gemeinde im Landkreis Oberspreewald-Lausitz versteht sich selbst als Innovativer Energieort. Insgesamt 58 Windkraftanlagen in vier einzelnen Windparks sowie eine bedeutende Einzelanlage sind derzeit hauptsächlich auf dem Gebiet des ehemaligen Braunkohle-Tagebaus Klettwitz in Betrieb, der zum großen Teil im Gemeindegebiet liegt. Sie verfügen über eine installierte Gesamtnennleistung von etwa 137 MW. Einer der Windparks war zeitweise der leistungsstärkste in Europa. Mit Stand 2022 wird auf der Hochkippe des ehemaligen Tagebaus Klettwitz auch ein großer Solarpark mit 300 MWp errichtet.

## Geschichtlicher Überblick
→ Hauptartikel: Klettwitz#Geschichte
Der Tagebau Klettwitz auf dem Gebiet der heutigen Windparks wurde zwischen 1949 und 1991 betrieben, wobei eine Fläche von 5.200 Hektar abgebaggert wurde. Ab 1988 wurde der Tagebau Klettwitz-Nord aufgeschlossen, der bedingt durch die Wende und friedliche Revolution in der DDR nicht, wie ursprünglich vorgesehen, bis 2004 betrieben wurde, wodurch es zur vollständigen Devastierung von Klettwitz gekommen wäre. Anschließend begann die Sanierung des Geländes durch die Lausitzer und Mitteldeutsche Bergbau-Verwaltungsgesellschaft.
Die heutigen Windparks wurden ab Ende der 1990er Jahre errichtet und werden sämtlich von der Ventotec GmbH in Leer (Ostfriesland) betrieben. Die große Einzelanlage am EuroSpeedway Lausitz ist im Besitz der Energiequelle GmbH. Es sind vier Eignungsgebiete für die Windkraft mit einer Gesamtfläche von 497 Hektar ausgewiesen.

## Windparks

### Windpark Klettwitz

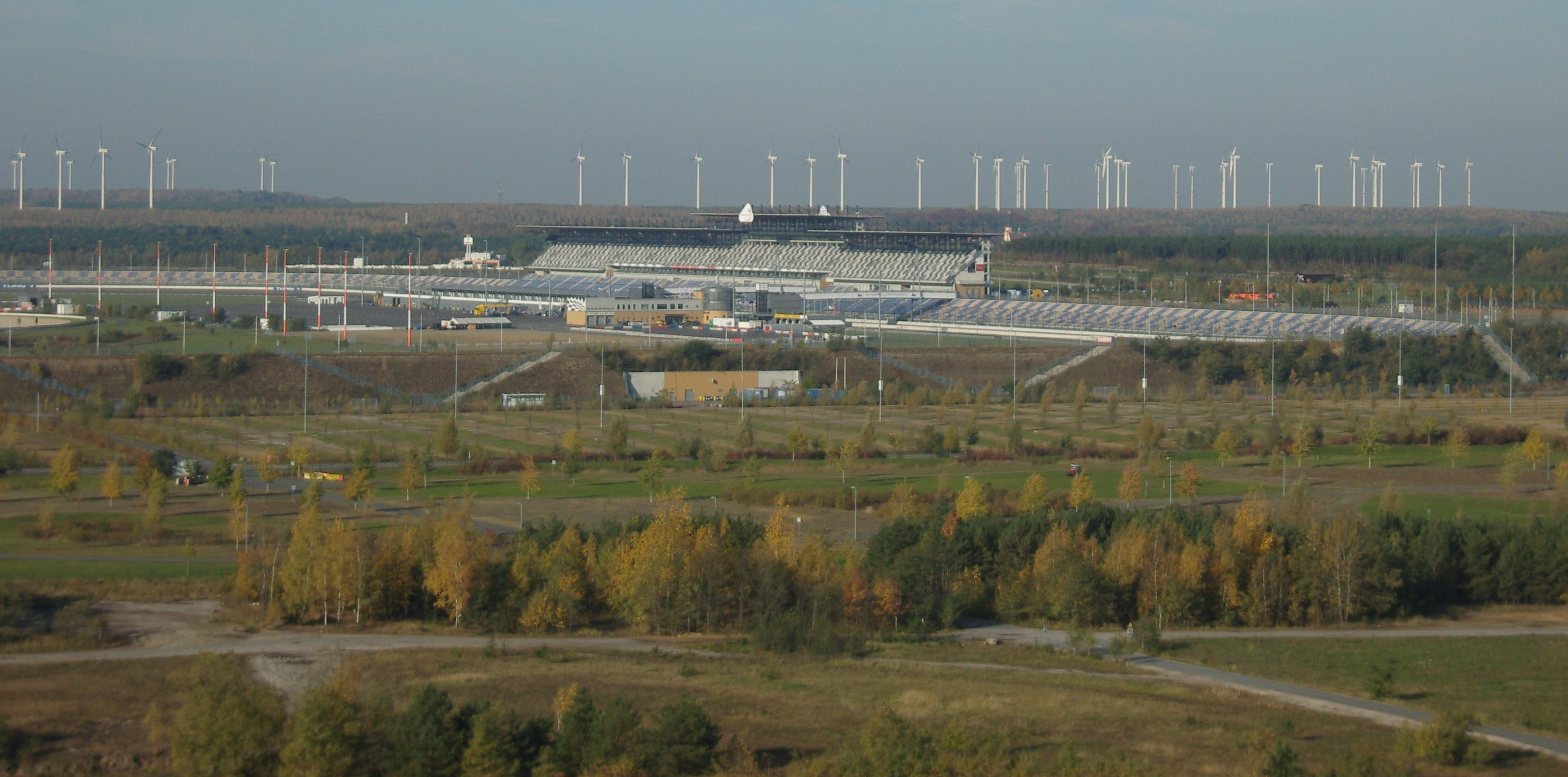
Blick vom Aussichtsturm Hörlitz über den EuroSpeedway Lausitz auf die Windparks Klettwitz Süd (links) und Klettwitz Nord (rechts) vor dem Repowering

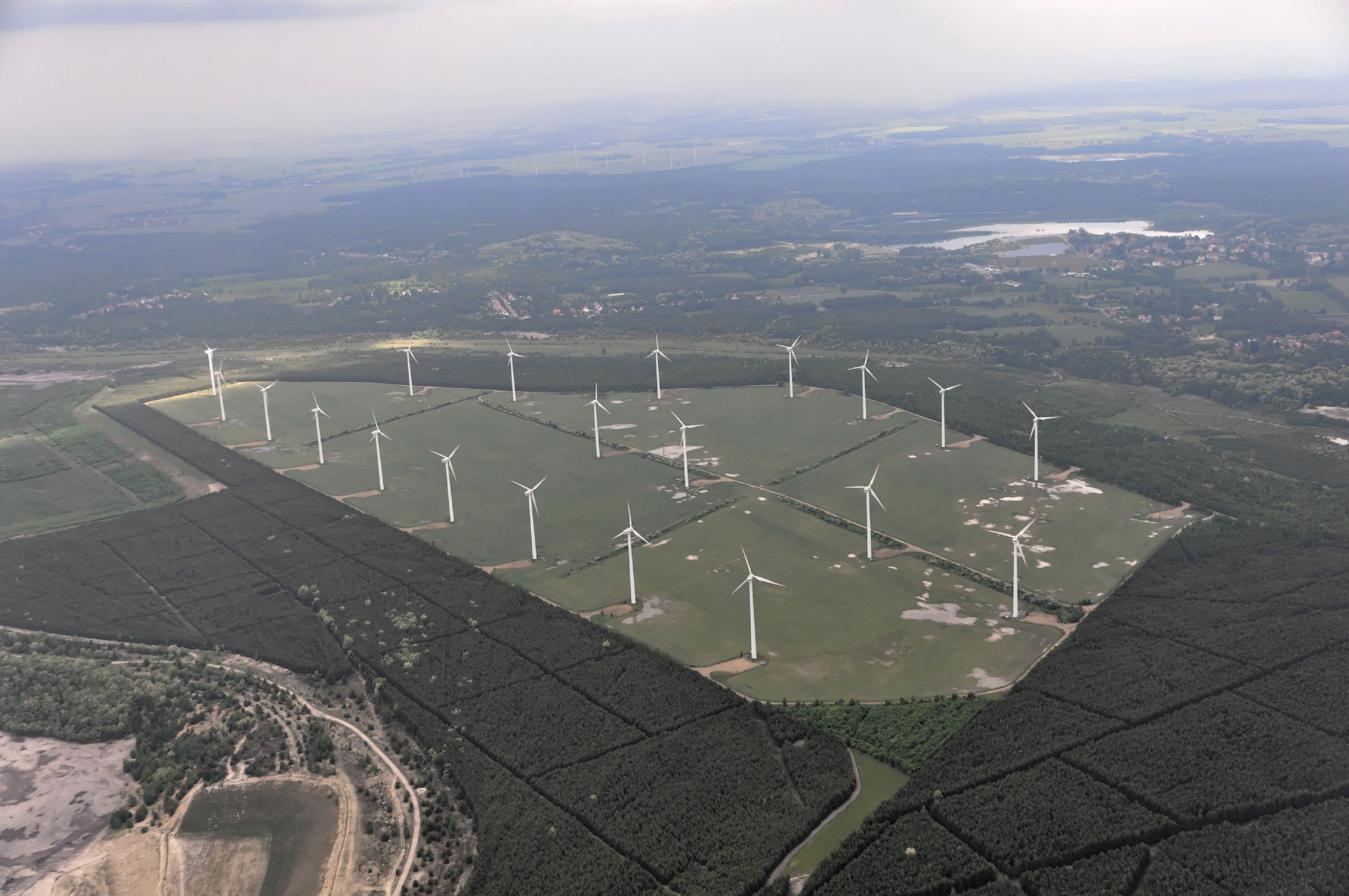
Windpark Klettwitz Nord im Juni 2013 nach Abbau einer V66

Der Windpark Klettwitz, der aus den zwei Teilen Klettwitz Nord und Klettwitz Süd besteht, wurde 1999 auf dem nördlichen Teilbereich der Hochkippe des früheren Tagebaus Klettwitz-Nord errichtet. Dabei kamen insgesamt 38 Anlagen des Typs Vestas V66-1.65MW zum Einsatz. Die Anlagen hatten einen Rotordurchmesser von 66 m, eine Nabenhöhe von 78 m, und eine Nennleistung von je 1,65 MW.
Betreiberseitig wurden die benachbarten Eignungsgebiete Klettwitz-Nord und Klettwitz-Süd als gemeinsamer Windpark Klettwitz zusammengefasst. Mit einer Leistung von ca. 63 MW war er zum Zeitpunkt der Einweihung im Jahr 1999 der leistungsstärkste europäische Windpark. Im Jahr 2006 wurde der Windpark um zwei Anlagen des Typs Vestas V90-2MW mit einem Rotordurchmesser von 90 m, einer Nabenhöhe von 105 m, und einer Nennleistung von je 2 MW erweitert.
Im Jahr 2014/15 fand ein Repowering statt, bei dem alle Altanlagen des Typs V66-1.65MW abgebaut wurden; die beiden später errichteten V90-2MW blieben bestehen. Ersetzt wurden sie durch 27 Windkraftanlagen des Typs Vestas V112-3.3MW, womit sich eine Gesamtleistung von 93 MW einschließlich der beiden übernommenen Anlagen ergibt. Durch das Repowering wird der Jahresertrag trotz geringerer Anlagenzahl deutlich ansteigen. Die Betreibergesellschaft erwartet, dass eine V112 trotz der nur verdoppelten Nennleistung einen mehr als vierfach höheren Stromertrag erwirtschaftet als eine der abgebauten V66. Zugleich soll der Schallpegel durch die Erhöhung der Abstände zur Wohnbebauung sinken.
Im Oktober 2015 wurden die 27 Anlagen an die John Laing Group verkauft. Eine Erweiterung des Windparks um 15 weitere Windkraftanlagen mit jeweils 3,3 MW befindet sich in der Genehmigungsphase. Fünf weitere Windkraftanlagen des Typs V112-3.3MW wurden Mitte des Jahres 2017 als Süderweiterung in Betrieb genommen.
Im Mai 2023 wurde auf der Hochkippe Klettwitz weltweit höchste Windmessmast nach vier Monaten Bauzeit eingeweiht. Der 300 Meter hohe und ca. 70 Tonnen schwere Mast ist aus 99 Elementen zusammengebaut und enthält 46 Messeinrichtungen. Ein Jahr lang soll mit der Messanlage die Windgeschwindigkeit in Abhängigkeit von der Messhöhe, Luftdruck, Temperatur und Niederschlagsmengen sowie das Verhalten von Fledermäusen erfasst werden. Mit den Messdaten soll geklärt werden, ob sich der Bau höherer Windkraftanlagen wirtschaftlich lohnt. Der höheren Leistungsausbeute stehen höhere Investitionen gegenüber. Der Mast ist Brandenburgs höchstes Bauwerk. Am 19. September 2024 wurde der Grundstein für das GICON-Höhenwindrad Schipkau, das weltweit höchste Windrad mit einer Nabenhöhe von 300 Metern, gelegt. Die Inbetriebnahme ist für das Jahr 2025 geplant.

### Windpark Sallgast Süd
Auf einer Fläche von 104 Hektar westlich des Windparks Klettwitz Nord errichtete Ventotec im Jahr 2004 insgesamt 13 Anlagen des Vestas V80-2MW mit jeweils 80 m Rotordurchmesser, 100 m Nabenhöhe und 2 MW Nennleistung. Die Gesamtnennleistung beträgt 26 MW. Der Windpark befindet sich am Schnittpunkt der Gemarkungen von Klettwitz und der benachbarten Gemeinden Lichterfeld-Schacksdorf und Sallgast im Landkreis Elbe-Elster. Das dazugehörige Eignungsgebiet hat eine Fläche von 140 Hektar.

### Windpark Kostebrau
Der Windpark Kostebrau wurde im Jahr 2000 westlich des Windparks Klettwitz-Süd in der Gemarkung Kostebrau, einem Stadtteil von Lauchhammer, in Betrieb genommen. Er umfasst 6 Anlagen des Typs Vestas V66-1.65MW mit einer Gesamtnennleistung von 9,9 MW auf einem Eignungsgebiet von 71 Hektar.

### Windkraftanlage EuroSpeedway Lausitz

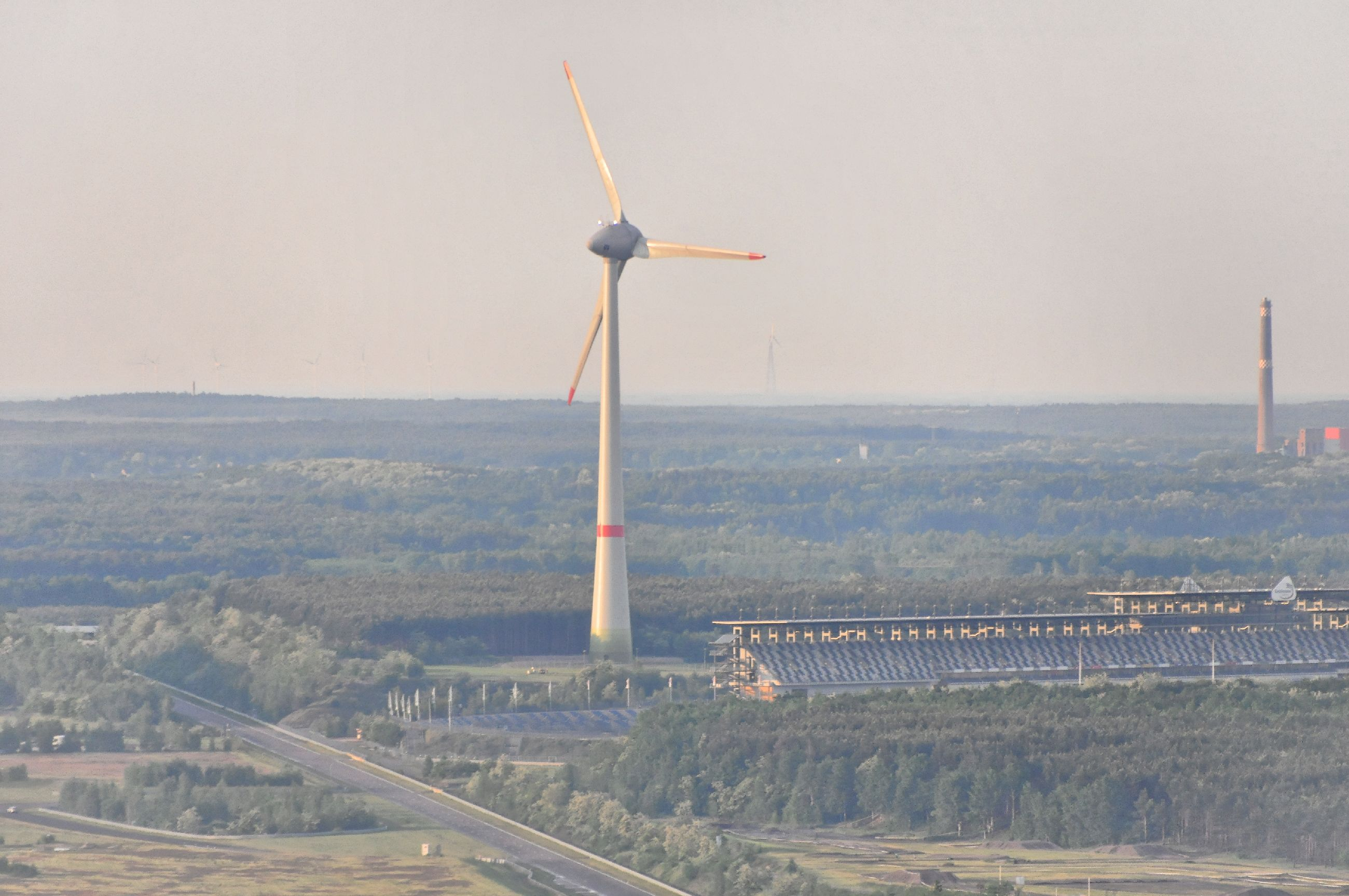
Luftaufnahme der E-126 am EuroSpeedway Lausitz

Unmittelbar an der Rennstrecke auf dem früheren Tagebau Meuro an der A 13 wurde 2011–2012 im Rahmen des Projekts Grüner Lausitzring durch die Firma Energiequelle eine Windkraftanlage projektiert und errichtet. Es handelte sich dabei um eine Enercon E-126, den zum Errichtungszeitpunkt leistungsfähigsten Windkraftanlagentyp der Welt. Die Anlage hat einen Rotordurchmesser von 126 m, eine Nabenhöhe von 135 m und eine Nennleistung von 7,6 MW.

### Liste der Windparks
| Windpark                              | Windeignungsgebiet     | Baujahr        | Gesamt- leistung (MW) | Anzahl WKA | Anlagentypen      | Gemarkung                      | Koordinaten                      | Betreiber            | Status       |
| ------------------------------------- | ---------------------- | -------------- | --------------------- | ---------- | ----------------- | ------------------------------ | -------------------------------- | -------------------- | ------------ |
| Sallgast                              | Wind 50 Klettwitz Nord | 2004           | 26                    | 13         | Vestas V80-2MW    | Klettwitz Lichterfeld Sallgast | 51° 33′ 25″ N, 13° 49′ 58″ O     | Ventotec             | in Betrieb   |
| Klettwitz BA 1 / Hochkippe (Nordfeld) | Wind 50 Klettwitz Nord | 2015           | 36,3                  | 11         | Vestas V112-3.3MW | Klettwitz Schipkau             | 51° 32′ 52,4″ N, 13° 52′ 2,2″ O  | Ventotec             | in Betrieb   |
| Klettwitz BA 1 / Bagger350            | Wind 50 Klettwitz Nord | 2015           | 26,4                  | 8          | Vestas V112-3.3MW | Klettwitz Schipkau             | 51° 33′ 8″ N, 13° 51′ 1,7″ O     | Ventotec             | in Betrieb   |
| Klettwitz BA 1 / Hochkippe (Südfeld)  | Wind 52 Klettwitz Süd  | 2015           | 26,4                  | 8          | Vestas V112-3.3MW | Klettwitz Schipkau             | 51° 31′ 48,6″ N, 13° 52′ 21,5″ O | Ventotec             | in Betrieb   |
| Klettwitz BA 1 / Hochkippe (Südfeld)  | Wind 52 Klettwitz Süd  | 2007           | 4                     | 2          | Vestas V90-2MW    | Schipkau Kostebrau             | 51° 31′ 28″ N, 13° 52′ 18,8″ O   | enercity Erneuerbare | in Betrieb   |
| BA 2/Süderweiterung 1                 | Wind 52 Klettwitz Süd  | 2017           | 16,5                  | 5          | Vestas V112-3.3MW | Schipkau                       | 51° 31′ 14,2″ N, 13° 51′ 59,6″ O | enercity Erneuerbare | in Betrieb   |
| BA 2/Süderweiterung 2                 | Wind 52 Klettwitz Süd  | 2020           | 33                    | 10         | Vestas V117-3.3MW | Schipkau Kostebrau             | 51° 30′ 50,7″ N, 13° 52′ 35,2″ O | enercity Erneuerbare | in Betrieb   |
| Kostebrau                             | außerhalb              | 2000           | 9,9                   | 6          | Vestas V66-1.65MW | Kostebrau                      | 51° 32′ 13″ N, 13° 50′ 3″ O      | enercity Erneuerbare | in Betrieb   |
| Lauchhammer                           | Wind 50 Klettwitz Nord | 2023[veraltet] | 33                    | 7          | Vestas V150-4.2MW | Kostebrau                      | 51° 32′ 37,4″ N, 13° 50′ 18,9″ O | enercity Erneuerbare | in Planung   |
| EuroSpeedway Lausitz                  | außerhalb              | 2011–2012      | 7,6                   | 1          | Enercon E-126     | Hörlitz                        | 51° 32′ 12″ N, 13° 55′ 29″ O     | Energiequelle        | in Betrieb   |
| Klettwitz Nord                        |                        | 1999           | 34,65                 | 21         | Vestas V66-1.65MW | Klettwitz                      | 51° 32′ 46″ N, 13° 52′ 12″ O     | Ventotec             | zurückgebaut |
| Klettwitz Süd                         |                        | 1999           | 26,4                  | 16         | Vestas V66-1.65MW | Klettwitz Schipkau             | 51° 31′ 45″ N, 13° 52′ 16″ O     | Ventotec             | zurückgebaut |

## Solarparks
Auf der Fläche des ehemaligen Tagebaus Klettwitz wird mit Stand 2022 ebenfalls ein großer Solarpark-Komplex errichtet. Insgesamt sollen drei Freiflächenanlagen bei einer Leistung von 300 MWp mehr als 300 Mio. kWh Solarstrom pro Jahr liefern. Die erste Anlage mit 90 MWp nahm im Mai 2022 den Betrieb auf. Eine zweite Teilfläche mit 80 MWp wurde im Oktober 2022 fertiggestellt.